# 報銷
报销是指某人自费購買某物品後，第三方向其支付与上述支出相等的金额作為补偿的行为。一般而言，公司、政府和非營利組織會补偿其员工或管理人员因公務需要而支出的费用。